# Laurie MacDonald
Laurie MacDonald (Watsonville, 9 dicembre 1954) è una produttrice cinematografica statunitense.
È sposata con Walter F. Parkes.

## Filmografia parziale
- Birdland – serie TV, 7 episodi (1994)
- Gli anni dei ricordi (How to Make an American Quilt), regia di Jocelyn Moorhouse (1995)
- Twister, regia di Jan de Bont (1996)
- Effetto black out (The Trigger Effect), regia di David Koepp  (1996)
- Men in Black, regia di Barry Sonnenfeld (1997)
- The Peacemaker, regia di Mimi Leder (1997)
- Men in Black (Men in Black: The Series) – serie animata, 53 episodi (1997-2001)
- Amistad, regia di Steven Spielberg (1997)
- La maschera di Zorro (The Mask of Zorro), regia di Martin Campbell (1998)
- Il gladiatore (Gladiator), regia di Ridley Scott (2000)
- The Time Machine, regia di Simon Wells (2002)
- Men in Black II, regia di Barry Sonnenfeld (2002)
- Lo smoking (The Tuxedo), regia di Kevin Donovan (2002)
- The Ring, regia di Gore Verbinski (2002)
- Prova a prendermi (Catch Me If You Can), regia di Steven Spielberg (2002)
- The Terminal, regia di Steven Spielberg (2004)
- Lemony Snicket - Una serie di sfortunati eventi (Lemony Snicket's A Series of Unfortunate Events), regia di Brad Silberling (2004)
- The Ring 2 (The Ring Two), regia di Hideo Nakata (2005)
- The Island, regia di Michael Bay (2005)
- Se solo fosse vero (Just Like Heaven), regia di Mark Waters (2005)
- The Legend of Zorro (The Legend of Zorro), regia di Martin Campbell (2005)
- Sguardo nel vuoto (The Lookout), regia di Scott Frank (2007)
- Il cacciatore di aquiloni (The Kite Runner), regia di Marc Forster (2007)
- Sweeney Todd - Il diabolico barbiere di Fleet Street (Sweeney Todd: The Demon Barber of Fleet Street), regia di Tim Burton (2007)
- The Burning Plain - Il confine della solitudine (The Burning Plain), regia di Guillermo Arriaga (2008)
- The Uninvited, regia di Charles Guard e Thomas Guard (2009)
- A cena con un cretino (Dinner for Schmucks), regia di Jay Roach (2010)
- Flight, regia di Robert Zemeckis (2012)
- Le spie della porta accanto (Keeping Up with the Joneses), regia di Greg Mottola (2016)
- The Ring 3 (Rings), regia di F. Javier Gutiérrez (2017)
- Men in Black: International, regia di F. Gary Gray (2019)
- Il processo ai Chicago 7 (The Trial of the Chicago 7), regia di Aaron Sorkin (2020) – produttrice esecutiva
- Il gladiatore II (Gladiator II), regia di Ridley Scott (2024)